# Lijst van rijksmonumenten in Artis
Een overzicht van rijksmonumenten in de stad Amsterdam. Van de 7324 inschrijvingen (inclusief onderdelen van objecten) in Amsterdam liggen er 26 in dierentuin "Artis".
| Object                                                                     | Oorspronkelijke functie?  | Bouwjaar               | Architect            | Locatie                  | Coördinaten?                  | Nr.?   | Afbeelding                                                                 |
| -------------------------------------------------------------------------- | ------------------------- | ---------------------- | -------------------- | ------------------------ | ----------------------------- | ------ | -------------------------------------------------------------------------- |
| Oude hoofdgebouw                                                           | Sport en recreatie        | 1851                   |                      | Plantage Middenlaan 41   | 52° 21' 58" NB, 4° 54' 49" OL | 4104   | Meer afbeeldingen                                                          |
| Artis Bibliotheek                                                          | Welzijn, kunst en cultuur | derde kwart 18e eeuw   | G.B. Salm            | Plantage Middenlaan 45   | 52° 21' 56" NB, 4° 54' 54" OL | 4105   | Meer afbeeldingen                                                          |
| Buitenhuis Weltevreden                                                     | Dierenverblijf            | eerste helft 19e eeuw  |                      | Plantage Middenlaan 47   | 52° 21' 55" NB, 4° 54' 56" OL | 4106   | Meer afbeeldingen                                                          |
| Buitenhuis Welgelegen                                                      | Dierenverblijf            | mogelijk 18e eeuw      |                      | Plantage Middenlaan 49   | 52° 21' 55" NB, 4° 54' 56" OL | 4107   | Meer afbeeldingen                                                          |
| Directeurswoning                                                           | Dienstwoning              | 1897                   |                      | Plantage Middenlaan 51   | 52° 21' 54" NB, 4° 54' 58" OL | 518280 | Meer afbeeldingen                                                          |
| Aquariumgebouw                                                             | Dierenverblijf            | 1881                   |                      | Plantage Middenlaan 53   | 52° 21' 52" NB, 4° 55' 4" OL  | 4108   | Meer afbeeldingen                                                          |
| Ledenlokalen en hoofdgebouw van Artis-complex                              | Handel en kantoor         | 1868                   | G.B. Salm            | Plantage Kerklaan 36     | 52° 22' 1" NB, 4° 54' 45" OL  | 518278 | Meer afbeeldingen                                                          |
| Apenhuis                                                                   | Dierenverblijf            | 1908-1909              |                      | Plantage Kerklaan bij 36 | 52° 21' 53" NB, 4° 55' 11" OL | 518279 | Meer afbeeldingen                                                          |
| Minangkabauhuis                                                            | Dierenverblijf            | 1916                   |                      | Plantage Kerklaan bij 36 | 52° 21' 53" NB, 4° 55' 11" OL | 518281 | Meer afbeeldingen                                                          |
| Artisvijver met twee identieke bruggen                                     | Brug                      | ca. 1875               |                      | Plantage Kerklaan bij 36 | 52° 21' 58" NB, 4° 54' 59" OL | 518282 | Meer afbeeldingen                                                          |
| Wolvenhuis                                                                 | Dierenverblijf            | 1800-1830              |                      | Plantage Kerklaan bij 36 | 52° 21' 53" NB, 4° 55' 11" OL | 518283 | Meer afbeeldingen                                                          |
| Volière                                                                    | Dierenverblijf            | ca. 1800-1830          |                      | Plantage Kerklaan bij 36 | 52° 21' 58" NB, 4° 54' 59" OL | 518284 | Upload foto                                                                |
| De Volharding                                                              | Welzijn, kunst en cultuur | 1886                   | A.L. van Gendt       | Plantage Doklaan 44      | 52° 21' 58" NB, 4° 55' 8" OL  | 518285 | Meer afbeeldingen                                                          |
| Broedmachinehuis/duivenhuis'                                               | Dierenverblijf            | ca. 1830-1850          |                      | Plantage Kerklaan bij 36 | 52° 21' 53" NB, 4° 55' 11" OL | 518287 | Broedmachinehuis/duivenhuis'                                               |
| Uilenruïne                                                                 | Dierenverblijf            | 1921                   | A.F.J.Portielje      | Plantage Kerklaan bij 36 | 52° 21' 58" NB, 4° 54' 59" OL | 518288 | Uilenruïne                                                                 |
| Kerbertterras (leeuwenverblijf)                                            | Dierenverblijf            | 1927                   |                      | Plantage Kerklaan bij 36 | 52° 21' 53" NB, 4° 55' 11" OL | 518289 | Kerbertterras (leeuwenverblijf)                                            |
| Fazanterie, ook 'Oude Kweek'                                               | Dierenverblijf            | 1872                   |                      | Plantage Kerklaan bij 36 | 52° 21' 58" NB, 4° 54' 59" OL | 518290 | Fazanterie, ook 'Oude Kweek'                                               |
| Moeflonstal                                                                | Dierenverblijf            | laatste kwart 19e eeuw |                      | Plantage Kerklaan bij 36 | 52° 21' 53" NB, 4° 55' 11" OL | 518291 | Moeflonstal                                                                |
| Zebrastal                                                                  | Dierenverblijf            | 1920                   |                      | Plantage Kerklaan bij 36 | 52° 21' 53" NB, 4° 55' 11" OL | 518292 | Zebrastal                                                                  |
| Op een samengesteld rechthoekig grondplan tot stand gekomen dierenverblijf | Dierenverblijf            | 1910-1930              |                      | Plantage Kerklaan bij 36 | 52° 21' 53" NB, 4° 55' 11" OL | 518293 | Op een samengesteld rechthoekig grondplan tot stand gekomen dierenverblijf |
| Giraffenstal in chaletstijl                                                | Dierenverblijf            | 1863                   |                      | Plantage Kerklaan bij 36 | 52° 21' 53" NB, 4° 55' 11" OL | 518294 | Giraffenstal in chaletstijl                                                |
| Zeven tuinornamenten                                                       | Begraafplaats en -onderdl | 1700                   |                      | Plantage Kerklaan bij 36 | 52° 21' 58" NB, 4° 54' 59" OL | 518295 | Meer afbeeldingen                                                          |
| Deel van tuinaanleg, waar vroeger elke zomer papagaaienstandaards stonden  | Weg                       | 1850 (aangekocht)      |                      | Plantage Kerklaan bij 36 | 52° 21' 58" NB, 4° 54' 59" OL | 518296 | Deel van tuinaanleg, waar vroeger elke zomer papagaaienstandaards stonden  |
| Hollandse Tuin, met tuinbeelden en -banken en een gedenkteken              | Gedenkteken               | 1891                   |                      | Plantage Kerklaan bij 36 | 52° 21' 58" NB, 4° 54' 59" OL | 518297 | Meer afbeeldingen                                                          |
| Ingangshek en kiosken                                                      | Sport en recreatie        | derde kwart 18e eeuw   |                      | Plantage Kerklaan bij 36 | 52° 22' 1" NB, 4° 54' 46" OL  | 4103   | Meer afbeeldingen                                                          |
| Groep van vier aanaangeschakelde magazijnen en werkplaatsen                | Industrie                 | 1875-1890              | G.B. Salm en A. Salm | Plantage Muidergracht 32 | 52° 21' 52" NB, 4° 55' 10" OL | 518286 | Meer afbeeldingen                                                          |